# Naches (Washington)
Pour les articles homonymes, voir Naches.
Naches est une ville américaine située dans le comté de Yakima, dans l'État de Washington. Selon le recensement de 2010, sa population est de 795 habitants.

## Climat
La ville bénéficie d’un climat semi-aride, avec des étés chauds et des nuits fraîches, ainsi que des hivers modérément froids.

## Économie
L’économie de Naches repose sur la sylviculture et l’agriculture, avec une production importante de pommes, de cerises, de poires et d’autres fruits.

## Administration
Le maire actuel de Naches est Paul Williams.

## Culture et société
Naches est une ville qui valorise son histoire et sa culture agricole. Fondée en 1909, elle est située au pied du Mont Clemans et est connue pour sa production importante de fruits, notamment des pommes, des poires, des cerises et des pêches. La ville a été un carrefour pour les opérations forestières et reste la porte d’entrée vers une vaste zone forestière dans les montagnes Cascade à l’ouest. Le nom de la ville, qui signifie “eaux turbulentes” en langue indigène, reflète le caractère vif de la rivière Naches qui traverse la vallée.

## Éducation
Le District Scolaire de Naches Valley est fier de son cadre rural et de sa communauté solidaire. Il offre des programmes éducatifs de qualité pour environ 1 250 élèves, répartis dans une nouvelle école élémentaire, un collège et un lycée accrédité et complet. Le district scolaire se distingue par un ratio élève-enseignant de 15:1, ce qui est inférieur à la moyenne de l’État. Les écoles du district reflètent la diversité de la communauté avec une population étudiante composée de 69,5% de Blancs, 26,7% d’Hispaniques/Latinos, et d’autres groupes minoritaires,,.

## Infrastructures
Naches a récemment mis en service une station de recharge pour véhicules électriques (VE), comprenant un chargeur rapide de 50 kW (niveau 3 DCFC) et un chargeur de 7,2 kW (niveau 2) au Complexe Sportif Clemens View. En outre, la ville est impliquée dans le Projet de Barrage Nelson, qui vise à améliorer la gestion de l’eau d’irrigation, la continuité des sédiments et la libre circulation des poissons et des bateaux sur la rivière Naches. Un effort est également en cours pour développer un réseau de transport actif le long du corridor de l’US 12 à Naches, améliorant ainsi la sécurité et l’efficacité pour les conducteurs, les cyclistes et les piétons,,.